# Гавриил (Петров)
Митрополи́т Гаврии́л (в миру Пётр Петрович Петров-Шапошников; 18 [29] мая 1730 или 29 мая 1730, Москва — 7 февраля 1801, Новгород) — епископ Православной Российской Церкви; с 22 сентября [3 октября] 1770 года — архиепископ Санкт-Петербургский и Ревельский, с 22 сентября [3 октября] 1783 года митрополит; член Святейшего Правительствующего Синода с 27 сентября [8 октября] 1769 года, первенствующий член Синода с 1 [12] января 1775 года по 19 [31] декабря 1800 года. Богослов и проповедник; член Российской Академии (1783). Брат архиепископа Тобольского Варлаама (Петрова-Лавровского).

## Биография

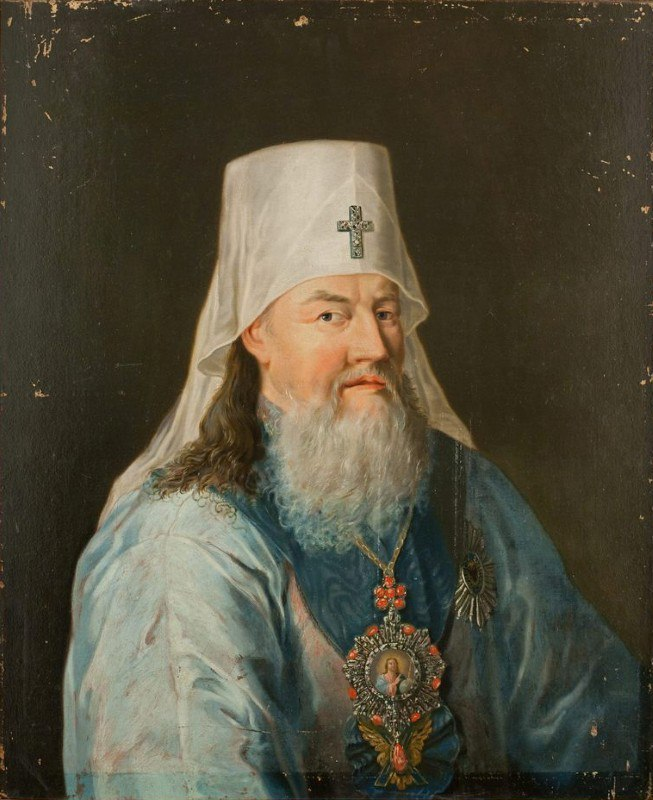
Портрет Гавриила, митрополита Санкт-Петербургского и Ревельского, 1808 г. Копия с портрета работы Н. Уткина 1800 г.

Пётр Петров родился 18 (29) мая 1730 года в городе Москве в семье синодального иподиакона церкви Космы и Дамиана в Старых Панех Петра Федорова (ум. ок. 1758) и его жены Параскевы Семеновой (ум. ок. 1754); (Петров, Фёдоров и Семенова — не фамилии, а отчества; в некоторых источниках указывают фамилию — Шапошников, но в Исповедной ведомости церкви Ильи Пророка за 1744 год они записаны без фамилии). В этой ведомости указан возраст: у иподиакона Петра Федорова — 45 лет, у Параскевы Семеновой — 40 лет, у Василия — 13 лет, у Петра — 12 лет, у племянника Василия Борисова — 7 лет; занижение возраста Василия и Петра, возможно связано с с «делом о присягах». Младший брат архиепископа Тобольского Варлаама (1728/29—1803). На шестом году от рождения сыновей церковнослужителей начинали обучать азбуке, Часослову и Псалтири.
В 1740 году поступил в Славяно-латинскую академию. До осени 1741 года находился в низшей русской школе, а затем поступил в фару, где учили читать и писать по-латыни. В 1742 году он перешёл в класс грамматики, где надлежало изучить русскую и латинскую грамматику, географию и историю и начиналось изучение арифметики и катехизиса; в 1743 году — в синтаксисму, или высший грамматический класс, где были курсы: латинский синтаксис, катехизис, арифметика, география и история, а также греческий язык. В 1744 году он перешёл в класс пиитики, где преподавалось русское и латинское стихотворное учение и продолжалось изучение греческого языка, в 1745 году — в риторику, где учили красноречию, в 1747 году — в философию, где преподавали логику, физику, математику и политику и начинали изучать еврейский язык. В 1749 году он был переведен в класс богословия, которое изучал полных четыре года
В 1753 году окончил Славяно-латинскую академию; в феврале 1754 года определён справщиком в московскую типографию. Он стал помощником ректора Троицкой семинарии Гедеона (Сломинского), которому было поручено исправление опечаток в славянской Библии 1751 года издания.
С апреля 1758 года — учитель риторики в семинарии при Троице-Сергиевой Лавре.
28 июля (8 августа)  1758 года принял монашеский постриг в домовой церкви Троицкого подворья на Фонтанке от Гедеона (Сломинского), вскоре рукоположён в сан иеромонаха архиепископом Новгородским Димитрием (Сеченовым) и назначен ректором Троицкой семинарии и наместником Троице-Сергиевой лавры.
В 1760 году назначен ректором Московской академии и настоятелем Заиконоспасского монастыря с произведением 20 сентября (1 октября)  1761 года в архимандриты.
6 (17) декабря 1763 года в Санкт-Петербургском Петропавловском соборе хиротонисан в сан епископа Тверского. Хиротонию возглавил митрополит Димитрий (Сеченов). Прибыл в Тверь 6 (17) января 1764 года.
Как архиерей уделял много внимания развитию духовного образования в своей епархии; при нём было открыто духовное училище в Кашине (1768 год). Гавриил считается одним из основателей института благочинных, возлагал на них обязанности не только адм. надзора, но и пастырского руководства; составил для благочинных особые инструкции.
С 27 сентября (8 октября)  1769 года — член Святейшего Синода.
С 22 сентября (3 октября)  1770 года — архиепископ Санкт-Петербургский и Ревельский и священноархимандрит Александро-Невского монастыря (с 1797 года — Лавра). Под его руководством в 1776—1790 годах в монастыре был воздвигнут грандиозный Троицкий собор.
C 1 (12) января 1775 года — архиепископ Новгородский и Санкт-Петербургский.
22 сентября (3 октября)  1783 года возведён в сан митрополита. В том же году избран членом академии наук.

Известно, что благодаря митрополиту Гавриилу были сохранены многие памятники древней письменности Новгорода; причастен он и к открытию фресковой живописи в древней церкви св. Георгия в Старой Ладоге в 1780 г. 
В 1780 году по указу новгородского владыки Гавриила в церквах его епархии выявляли и фиксировали древние надписи, и в ходе этого поиска в Георгиевской церкви была обнаружена и раскрыта на значительных площадях фресковая роспись XII века.
В 1788 году образовал «Главную семинарию», объединившую Санкт-Петербургскую и Новгородскую, где преподавался расширенный курс наук; в 1797 году эта семинария была преобразована в Александро-Невскую академию.
Член Императорской Академии наук и художеств, председательствовал, как «первенствующий член» на заседаниях при отсутствии директора Дашковой. При его участии и руководстве была начата работа по составлению Словаря Академии Российской; он редактировал статьи на «И», «I», «К».
Был одним из составителей чина коронования Павла I.
В 1796 году стал первым иерархом Российской Церкви, сопричисленным к высшему ордену империи — Святого апостола Андрея Первозванного — императором Павлом I (ввёл тогда же саму практику гражданских наград для духовенства).
Отличался щедрой благотворительностью и воздержанием.
У преосвященного Гавриила положено было раздавать нищим каждый день 50 руб., - это медных только, а ассигнациями и золотом сам раздавал, да по 300 руб. каждый месяц на тюрьмы. Медные деньги раздавал я, и по всем тюрьмам я же развозил. А как воздержан был преосвященный, то это видно из следующего: когда он кушал один, то всегда было только два блюда - кусок свежепросольной осетрины и уха; а когда архимандриты обедали, то четыре блюда и не более. В каждый постный день ел только однажды. <...> После ранней обедни никогда не кушал, в 9 часов уедет в Синод, а 3-м приедет. К вечерне  и утрене всегда ходил. Он любил строиться, - Троицкий собор при нем украшен... Когда в дворец езжал, то прежде всего молился Богу все в землю. Источник: Подвижнические записки архимандрита Феофана Новозерского. Опубликованы в  журнале "Странник", февраль 1862 г.
С 16 (27) октября 1799 года — митрополит Новгородский и Олонецкий.
19 (31) декабря 1800 года уволен на покой и помещён в Новгородском архиерейском доме.
Митрополит Гавриил скончался 26 января (7 февраля) 1801 года в городе Новогороде Новгородской губернии, ныне город Великий Новгород — административный центр Новгородской области. Погребён 31 января (12 февраля)  1801 года в юго-западном углу придела Иоанна Предтечи в Софийском соборе Новгорода.

Исследователь истории русской богословской мысли протоиерей Георгий Флоровский (XX) так оценивал его облик и роль в русском духовном просвещении: 
<…> великолепный и важный Екатерининский архиерей (которому сама императрица посвятила свой перевод Мармонтелева «Велисария») про себя был строгим постником, молитвенником и аскетом, и не только в замысле, но и в жизни. И его именно тщанием было издано славяно-российское Добротолюбие, в переводе старца Паисия и его учеников (первое издание в Москве, 1793; перевод сделан с греческого Венецианского издания 1782-го года и был пересмотрен в Александро-Невской Академии и в Троицкой лавре).

## Труды

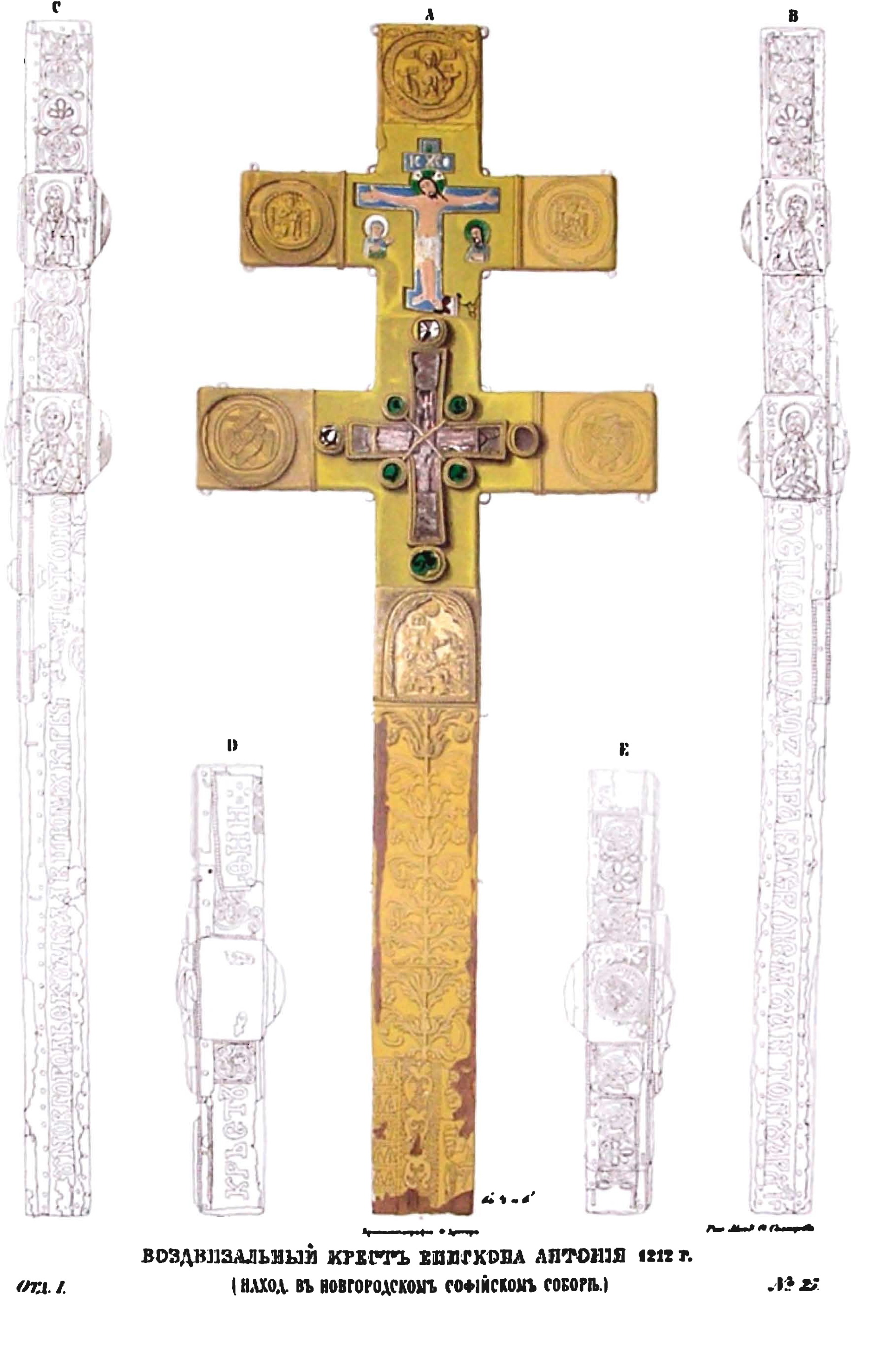
Крест, принадлежавший новгородскому архиепископу Антонию (XIII век), пожалованный императрицей Екатериной II владыке Гавриилу

- Толкования на соборные апостольские послания (кроме 1-го Петрова). М., 1794.
- Лекции по догматическому богословию (в рукописи).
- О служении и чинопоследованиях Православной Греко-Российской Церкви. СПб., 1792; М., 1795; М., 1844; М., 1863.
- Последование и посещение болящих. Чин исповедания кающихся. М., 1766.
- Последование в неделю Православия. М., 1761.
- Краткое христианское нравоучение. П.-М., 1769.
- Церковные поучения. 1763, 1770, 1773, 1775 гг.
- Собрание поучений на все воскресные и праздничные дни. В 3-х частях. Пг., 1775; М., 1776.
- Краткие поучения на каждый день года. М., 1781.

## Награды
- Орден Святого Александра Невского (9 ноября 1796)
- Орден Святого апостола Андрея Первозванного (9 ноября 1796)